# Route nationale 28 (Luxemburg)
Die Route nationale 28, kurz N 28, ist eine luxemburgische Nationalstraße und verläuft auf einer Länge von 10,7 km nahezu parallel zur Nationalstraße 2 zwischen den Orten Sandweiler und Bous. Aufgrund enger, baumbestandener Kurvenradien, sehr schmalen Profils und zahlreicher Senken und Anhöhen ist die N 28 für Lkw über 7,5 Tonnen zulässigem Gesamtgewicht gesperrt. Sie wird daher von vielen Pendlern als N 2-Ersatzroute befahren, so dass während der Rush-Hour ein sehr starker Verkehr herrscht.
Die N 28 beginnt am Kreisel Sandweiler (durch den Kreisel verläuft auch die N 2), führt am Gefängnis Schrassig vorbei in Richtung Oetringen. Dort kreuzt die N 28 die CR 132 und verläuft dann mit der CR 144 ein paar hundert Meter gemeinsam, bevor sie in Richtung Bous abzweigt.
Das Ende der N 28 mündet in Bous wieder in den Straßenverlauf der N 2.
Auf älteren Karten trägt die Straße die Nummer N30 und hat ihr Westende auf der Rue d'Oetrange in Sandweiler.